# Ova portjacksonsensis
Ova portjacksonsensis is een zee-egel uit de familie Schizasteridae.
De wetenschappelijke naam van de soort werd in 1980 gepubliceerd door McNamara & Philip.